# 萊斯里·葛莉絲
萊斯里·葛莉絲·馬丁尼斯（英語：Leslie Grace Martínez，1995年1月7日—）是一名美國女歌手、詞曲作家及演員，曾入圍三次拉丁格莱美奖。在影視圈，首部演出作品為2021年電影《紐約高地》，之後在DC擴展宇宙2022年電影《蝙蝠女孩》（取消發行）中主演芭芭拉·高登／蝙蝠女孩。

## 早期生活
萊斯里·葛莉絲1995年1月7日生於紐約市布朗克斯，父母是多米尼加人。母親在南佛罗里达經營一家美髮沙龍。她在佛罗里达州戴维長大成人，就讀於印第安嶺中學和西部高中，在此參加了音樂劇、才藝表演和合唱表演。葛莉絲從小就開始唱歌跳舞，兩歲起就以此娛樂五個兄弟姊妹。她說英語和西班牙語。

## 作品列表

### 唱片
| 年份 | 標題              | 附註 |
| ---- | ----------------- | ---- |
| 2009 | 《激情》（Pasión）      |      |
| 2013 | 《萊斯里·葛莉絲》 |      |

### 電影
| 年份     | 標題         | 角色                  | 附註 |
| -------- | ------------ | --------------------- | ---- |
| 2021     | 《紐約高地》 | 妮娜·羅薩里奧（Nina Rosario）     |      |
| 取消發行 | 《蝙蝠女孩》 | 芭芭拉·高登／蝙蝠女孩 |      |

## 外部連結
- 萊斯里·葛莉絲在互联网电影资料库（IMDb）上的資料（英文）
- 萊斯里·葛莉絲的Facebook專頁